# ホンリョン銀行
ホンリョン銀行 (中国語簡体字:丰隆银行、繁体字:豊隆銀行、Hong Leong Bank、日本語読み:ほうりゅうぎんこう、MYX: 5819) は、マレーシアの銀行である。マレーシア証券取引所に上場。

## 歴史
- 1905年 - 東マレーシアのサラワク州、クチンでMr.LAM Ji Chiewによって Kwong Lee Mortgage & Remittance社という社名で設立。先物取引会社と、華僑向けの本国送金サービスから始まる。
- 1934年後半 - Kwong Lee銀行と組織変更
- 1977年 - マレーシアのジョホール州の王族であるYang Amat Mulia Tunku Osman Ibni Tunku Temenggong Ahmad が Kwong Lee銀行の事業を継承し、マレー半島での事業拡大を貢献した。
- 1982年1月 - MUIグループに買収され、本店をクチンからクアラルンプールへ移転
- 1983年 - Malayan United銀行と改名
- 1989年 - MUI銀行と名前変更（当時35支店）
- 1994年1月 - ホンリョン銀行グループが、ホンリョンクレジット社（現在のホンリョン・フィナンシャル・グループ）を通して、MUI銀行を買収し、ホンリョン銀行に改名
- 1994年10月 - ホンリョン銀行はクアラルンプール証券取引所に上場
- 2011年 - EON銀行を買収。